# Caudium
Caudium (łac. Dioecesis Caudinus) – stolica historycznej diecezji w Italii erygowanej w IV wieku, a skasowanej w wieku VI.
Współczesne miasto Montesarchio w prowincji Benewent we Włoszech. Obecnie katolickie biskupstwo tytularne ustanowione w 1970 przez papieża Pawła VI.

## Biskupi tytularni
| Lp. | Biskup               | Funkcja                              | Od               | Do                |
| --- | -------------------- | ------------------------------------ | ---------------- | ----------------- |
| 1   | François Frétellière | biskup pomocniczy Bordeaux (Francja) | 2 stycznia 1971  | 21 listopada 1979 |
| 2   | George Eli Dion      | biskup pomocniczy Jolo (Filipiny)    | 28 stycznia 1980 | 12 lutego 1999    |
| 3   | George Panikulam     | nuncjusz apostolski                  | 4 grudnia 1999   |                   |